# أبجدية
الأبجدية مصطلح في علم اللسانيات ويعني نظام كتابة تدل فيه الرموز على حروف صامتة، ويترك للقارئ أن يورد حرف العلة المناسب.
يستعمل هذا المصطلح لوصف الأبجديات التي لا تكتب الحروف الصوتية كالأبجدية العربية والعبرية والأرامية.

## تاريخ
وضع مصطلح الأبجد من قبل عالم اللغويات ابيتر دانيلز في كتابه نظم الكتابة في العالم عام 1996.
حيث قسم دانيلز النظم الكتابية إلى ستة أقسام، وكان الأبجد أحدها.
مصطلح أبجد (abjad) يعني في الإنكليزية في الأصل النظام العربي لحساب الجمل، إلا أن دانيلز جعله مصطلح نحوي للدلالة على نظام الكتابة الذي لا تكتب فيه الحروف الصوتية (الصوائت)، مفرقاً بين الأبجد والألفابائية (الأبجدية: Alphabet).
بذلك يقول دانيلز أن أول أبجدية (ألفبائية) حقيقية هي الألفبائية اليونانية، ويعني أن كل الأبجديات الساميّة السابقة لليونانية هي أبجديات غير كاملة ولا يمكن تصنيفها أبجديات بسبب افتقارها للحروف الصوتية، هذا التعريف لاقى معارضة من علماء آخرين، حيث أشاروا إلى أن الأبجد هو ألفبائية حقيقية بكل ما تعنيه كلمة ألفبائية في علم اللغويات، حتى أن أقدم الأبجديات السامية كالأبجدية الأوغاريتية تحوي حرف الألف الصوتي، ولذلك لا يمكن القول أنها تفتقر للحروف الصوتية، ما دعى بدانييلز إلى وصفها بأبجد معزز.
نفس الاعتراض جاء في كتاب نظم الكتابة لكولماس، حيث أكد أنه لا يستقيم أبداً وصف الأبجدات (جمع أبجد) السامية بأنها غير ألفبائية كذا لا يمكن على الإطلاق وصفها بالناقصة.
معارضة أخرى جائت بسبب تعارض المصطلح المستحدث (أبجد) مع المعنى السائد وهو الترتيب الأبجدي (أبجد هوز حطي كلمن...) وما يثيره تشابه المصطلحين من اللغط عند الدارسين اللغويين، خصوصاً أن بعض الأبجديات التي توصف بأنها أبجدات من حيث نظامها الكتابي لا تستخدم الترتيب الأبجدي (كالأبجديات العربية ).

## أبجد غير صافي
الأبجدات غير الصافية تتميز بمحارف لبعض الصوتيات (حروف العلة)، أو حركات تشكيل للصوائت أو كلا الأمرين. إن مصطلح أبجد صافي يشير إلى النظام الكتابي الذي يفتقر بالكامل للصوتيات، أما معظم الأبجدات الحالية كالأبجدية العربية، الآرامية، العبرية والبهلوية هي أبجدات غير صافية، لاحتوائها على رموز لبعض الصوتيات وعلى حروف علة.